# Petrůvky
Petrůvky – miejscowość i gmina (obec) w Czechach, w kraju Wysoczyna, w powiecie Třebíč. W 2022 roku liczyła 121 mieszkańców.